# Єрмілов Вадим Юрійович
Єрмілов Вадим Юрійович (народився 1 січня 1984 року, м. Київ) — український громадський діяч, ветеран Війни на Сході України, член Проводу Політичної партії «Правий сектор», боєць ДУК ПС. Наразі вступив до лав ЗСУ. 

## Життєпис
Народився 1 січня 1984 року в місті Києві. Батько — слюсар-ремонтник тролейбусного депо, мати — старший інспектор відділу кадрів на заводі. Навчався у 14 ЗОШ м. Києва.
Після закінчення школи, вступив до Київського вищого професійного училища на спеціальність поліграфічного дизайнера.
Брав активну участь у подіях Майдану. Під час революції вступає до лав Національно-визвольного руху «Правий сектор». Став одним із засновників Правого сектору Оболонського району 1 квітня 2014 року. У травні 2014 стає до лав Добровольчого Українського Корпусу «Правого сектора». Вирушає парамедиком на фронт. Після повернення з війни стає керівником департаменту матеріально-технічного забезпечення НВР «Правого сектору».
У 2015 участь у блокаді Криму разом із побратимами з «Правого сектору».
5 жовтня 2017 року на підставі рішення Центрального Проводу Політичної партії «Правий сектор» Вадима Єрмілова призначають наказом № 05/10/25 на посаду Голови Виконкому Політичної партії «Правий сектор». Також обраний членом Центрального Проводу політичної партії «Правий сектор»
28 грудня 2019 року його викликали на слідчі дії у справі вбивства Павла Шеремета.
На Парламентських виборах 2022 року балотувався по списках об'єднаних націоналістів. Також балотувався на виборах у Київську міську раду 9-го скликання від партії «Правого сектору». Бере активну участь в політичному житті столиці.
З початком вторгнення Російської Федерації в Україну знов долучається до лав ДУК ПС, брав участь у обороні Києва.

### Нагороди
- медаль «За оборону рідної держави»
- Пам'ятний знак «За участь в АТО 2014 року»
- нагородний знак «За участь у громадянській блокаді Криму»
- Відзнака Президента України «За гуманітарну участь в Антитерористичній операції»[6]
- Відзнака "Боєць/ветеран ДУК ПС 2014